# Rubber Soul
Rubber Soul is een album van The Beatles. Het werd gemaakt in 1965, in de periode tussen Help! en Revolver. De plaat markeert een duidelijke overgang van hun beginperiode naar de periode van de vernieuwende muziek met albums als Revolver en Sgt. Pepper's Lonely Hearts Club Band. Dit is het tweede album van The Beatles waarop uitsluitend eigen composities staan. De hoes van de plaat is verder opvallend door het 'fish-eye' effect van de foto en het (bewust) weglaten van de naam van de groep.
De Beatles kozen op dit album vaak voor een andere interpretatie van de liefde dan op voorgaande albums, want ook de negatieve kanten werden op Rubber Soul als onderwerp gekozen. In 1966 ontvingen Lennon en McCartney een Grammy Award voor Song of the year voor het nummer "Michelle".

## Invloed
Rubber Soul bleek grote invloed te hebben op jonge muzikanten, en was erg geliefd bij de fans. In slechts negen dagen tijd werden meer dan een miljoen exemplaren verkocht in de Verenigde Staten alleen. Rubber Soul had vooral een enorme uitwerking op Brian Wilson, het genie achter The Beach Boys. Hij vond het geweldig dat een band nu eindelijk de tijd had genomen om een goed album te maken dat een samenhangend geheel vormde, en niet tevreden was met een verzameling populaire singles en nog wat losse liedjes om de plaat op te vullen, zoals daarvoor gebruikelijk was. Dat inspireerde hem om, in competitie met The Beatles, de eerste conceptalbums te ontwikkelen. In 1965 waren The Beatles in een officieuze strijd verwikkeld om de titel 'beste band ter wereld'. Die titel werd al enkele jaren door fans en critici toebedeeld aan The Beatles, maar in '65 begon men meer en meer aan dat dogma te twijfelen en bands als The Beach Boys (in Amerika) en The Rolling Stones (in Groot-Brittannië) naar voren te schuiven als rivalen. Met Rubber Soul leken The Beatles hun titel te hebben bevestigd door te bewijzen dat ze nog steeds vernieuwend en origineel konden zijn. Brian Wilson reageerde echter met Pet Sounds, een soort embryonaal conceptalbum, dat met name door John Lennon werd erkend als een overwinning op Rubber Soul. Met Revolver bleven The Beatles in de running, maar Brian Wilson had al een nieuw concept bedacht: Smile. Terwijl hij nog bezig was met de opnamen van dit album, brachten The Beatles hun meesterwerk Sgt. Pepper's Lonely Hearts Club Band uit, dat een verpletterende indruk op hem maakte. Omdat Brian Wilson er maar niet in slaagde Smile te voltooien, werd het project uiteindelijk afgeblazen. Hierna ging hij een lange periode tegemoet van drugsgebruik en geestelijke instabiliteit. Pas in 2004 kwam Smile uit.

## Tracks
- Alle nummers zijn geschreven door Paul McCartney en John Lennon, tenzij anders aangegeven.

1. "Drive My Car"
2. "Norwegian Wood (This Bird Has Flown)"
3. "You Won't See Me"
4. "Nowhere Man"
5. "Think for Yourself" (Harrison)
6. "The Word"
7. "Michelle"
8. "What Goes On" (Lennon-McCartney-Starkey)
9. "Girl"
10. "I'm Looking Through You"
11. "In My Life"
12. "Wait"
13. "If I Needed Someone" (Harrison)
14. "Run for Your Life"

### Noord-Amerikaanse versie
1. "I've Just Seen a Face"
2. "Norwegian Wood (This Bird Has Flown)"
3. "You Won't See Me"
4. "Think for Yourself" (Harrison)
5. "The Word"
6. "Michelle"
7. "It's Only Love"
8. "Girl"
9. "I'm Looking Through You"
10. "In My Life"
11. "Wait"
12. "Run for Your Life"

## Hitnotering
| "Rubber Soul" in de Nederlandse Album Top 100 - binnen: 26-09-2009 | "Rubber Soul" in de Nederlandse Album Top 100 - binnen: 26-09-2009 | "Rubber Soul" in de Nederlandse Album Top 100 - binnen: 26-09-2009 |
| Week                                                               | 01                                                                 |                                                                    |
| ------------------------------------------------------------------ | ------------------------------------------------------------------ | ------------------------------------------------------------------ |
| Nummer                                                             | 87                                                                 | uit                                                                |